# Вест Хејвен (Конектикат)
Вест Хејвен (енгл. West Haven) град је у америчкој савезној држави Конектикат. По попису становништва из 2010. у њему је живело 55.564 становника.

## Демографија
Према попису становништва из 2010. у граду је живело 55.564 становника, што је 3.204 (6,1%) становника више него 2000. године.
| Група             | 2000.          | 2010.          |
| Белци             | 36.521 (69,7%) | 31.635 (56,9%) |
| Афроамериканци    | 8.530 (16,3%)  | 10.917 (19,6%) |
| Азијати           | 1.525 (2,9%)   | 2.077 (3,7%)   |
| Хиспаноамериканци | 4.757 (9,1%)   | 10.155 (18,3%) |
| Укупно            | 52.360         | 55.564         |